# Chemins de fer vietnamiens
Les Chemins de fer vietnamiens (en vietnamien : Đường sắt Việt Nam, en abrégé DSVN ; en anglais : Vietnam Railways) sont une compagnie d'État vietnamienne. Elle dépend du ministère des Transports et gère le réseau ferré principal du Viêt Nam.

## Présentation
La ligne principale, longue de 1 600 km, est la voie de chemin de fer nord-sud reliant Hanoï et Hô Chi Minh-Ville. 
Elle a été construite dans les années 1880 avec une voie métrique pendant la domination coloniale française. 
Il existe également des lignes à écartement standard allant de Hanoï à la république populaire de Chine, et certaines à voie à double écartement dans la région de Hanoï.
Le système ferroviaire est une contribution importante à l'infrastructure nationale de transport, avec plusieurs trains de marchandises quotidiens, dont beaucoup sont des transports de conteneurs. 
Le voyage de 34 heures entre Hanoï et Hô Chi Minh-Ville est très populaire auprès des habitants et des touristes étrangers, avec des sièges durs, des sièges souples, des couchettes dures et des couchettes molles. 
Le stations maritimes telles que Hué, Hội An et Nha Trang se trouvent le long de l'itinéraire nord-sud et génèrent un trafic touristique considérable. 
Il n'y a pas de restrictions de voyage en nombre de places et les billets pour la plupart des trains peuvent être achetés en ligne. 
Dans la région frontalière, la ligne de Sa Pa au nord est une attraction touristique très populaire.

## Lignes et gares principales

### Lignes
- Chemin de fer Nord-Sud
- Chemin de fer Hanoi-Lao Cai (en)
- Chemin de fer Hanoi-Quan Trieu (en)
- Chemin de fer Hanoi-Dong Dang (en)
- Chemin de fer Hanoï-Haïphong
- Chemin de fer Kep-Ha Long (en)

### Gares
- Saïgon
- Nha Trang
- Dieu Tri
- Quảng Ngãi

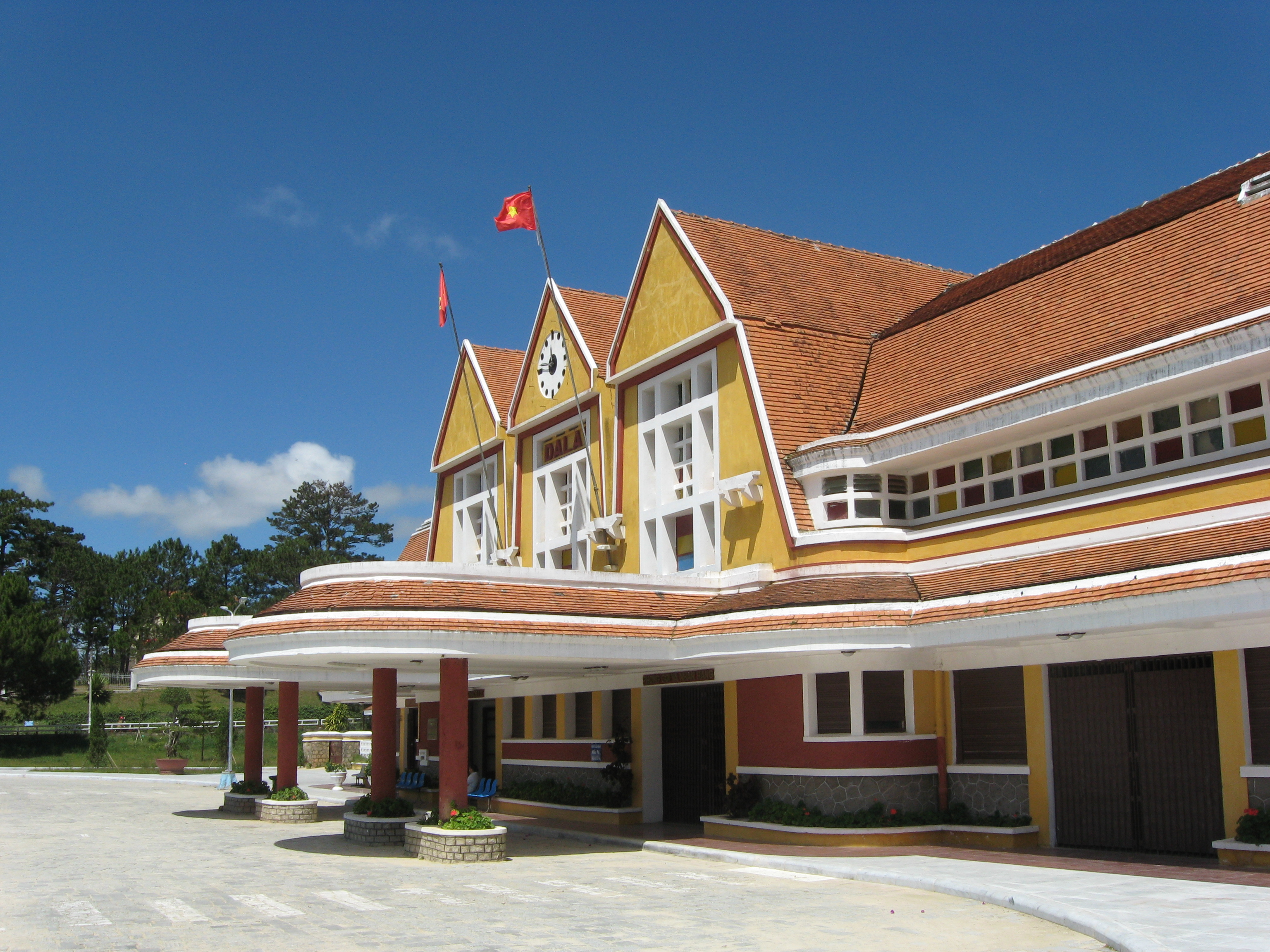
Da Nang
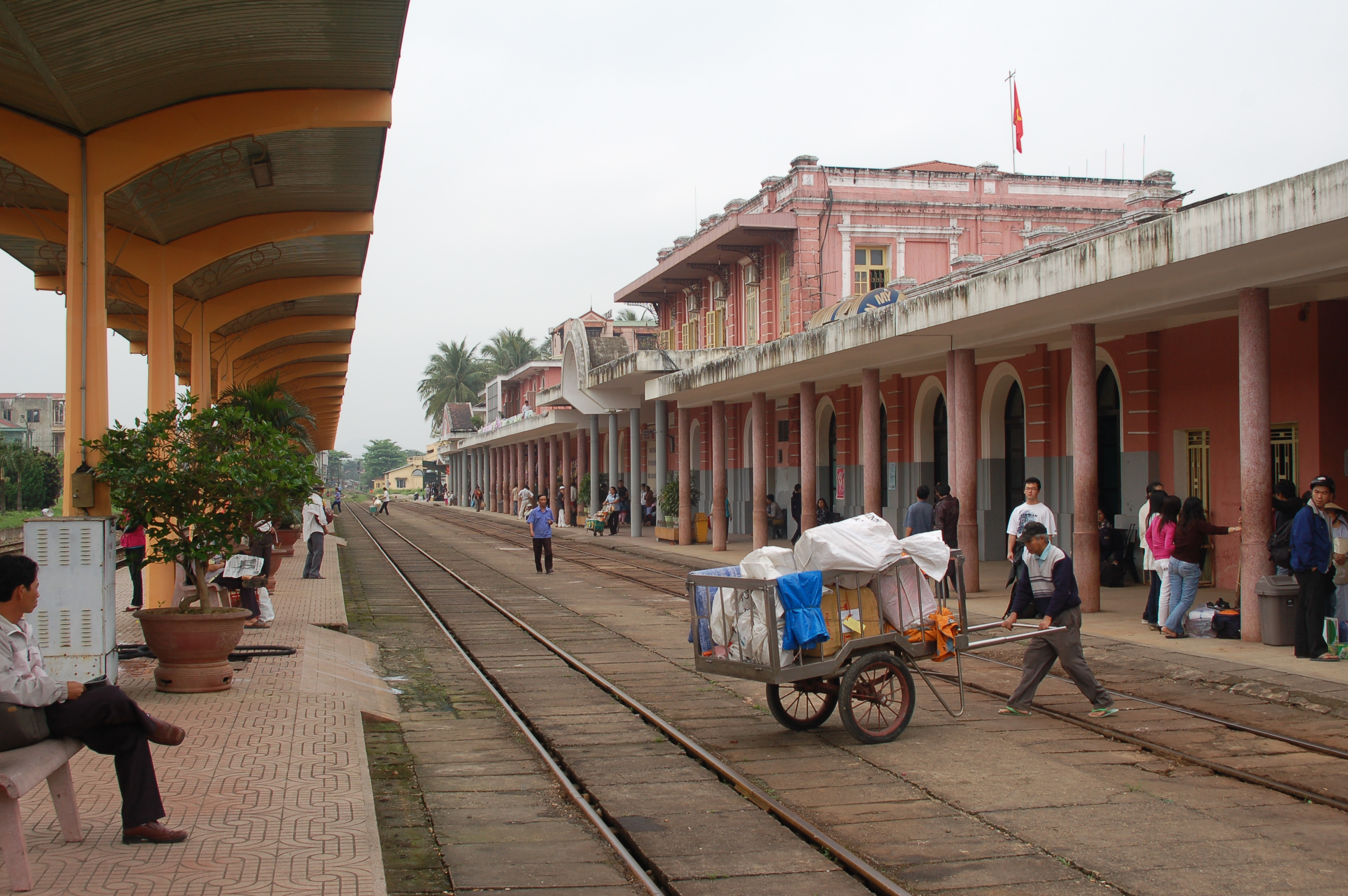
Hué.
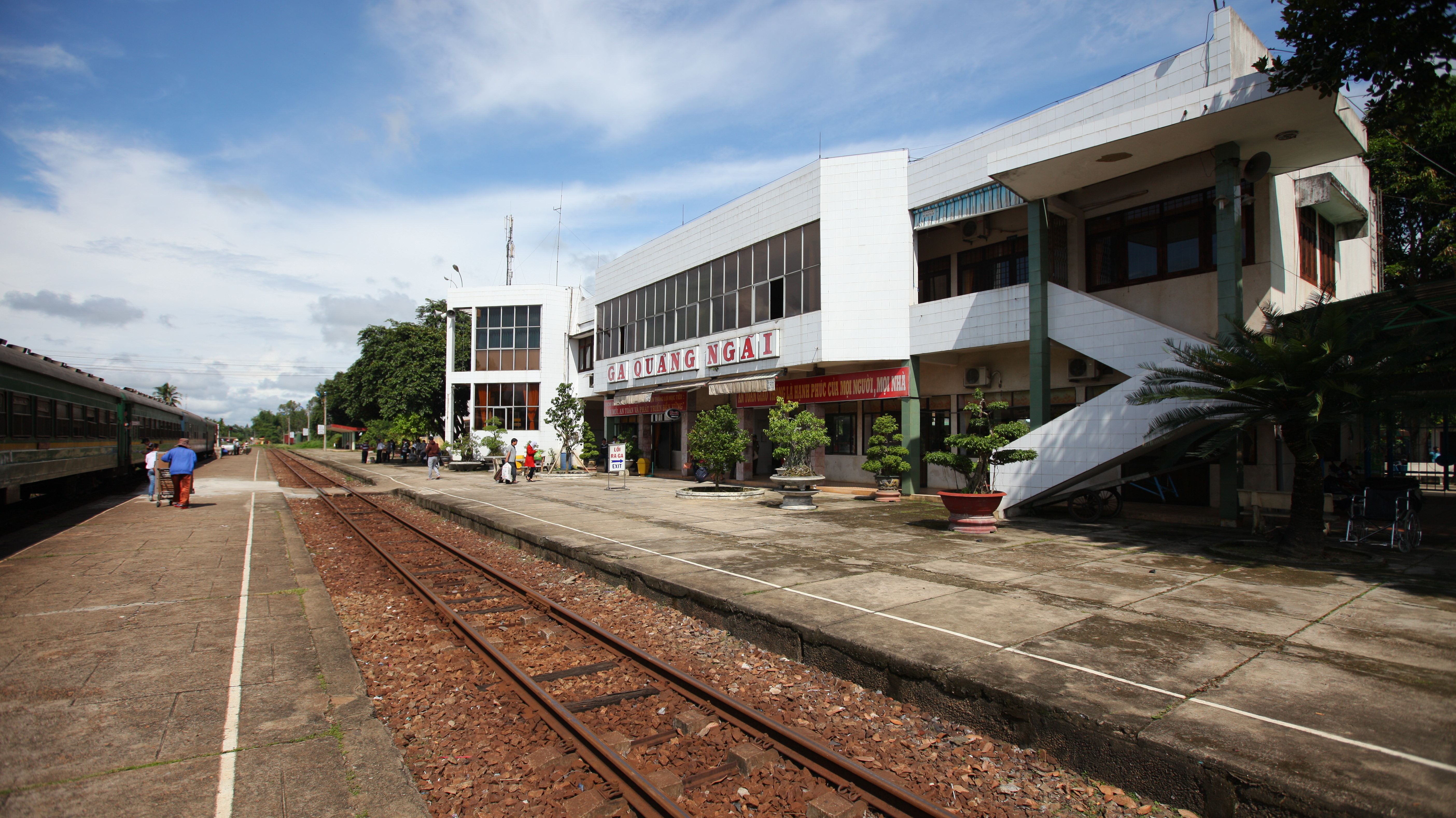
Quảng Ngãi.
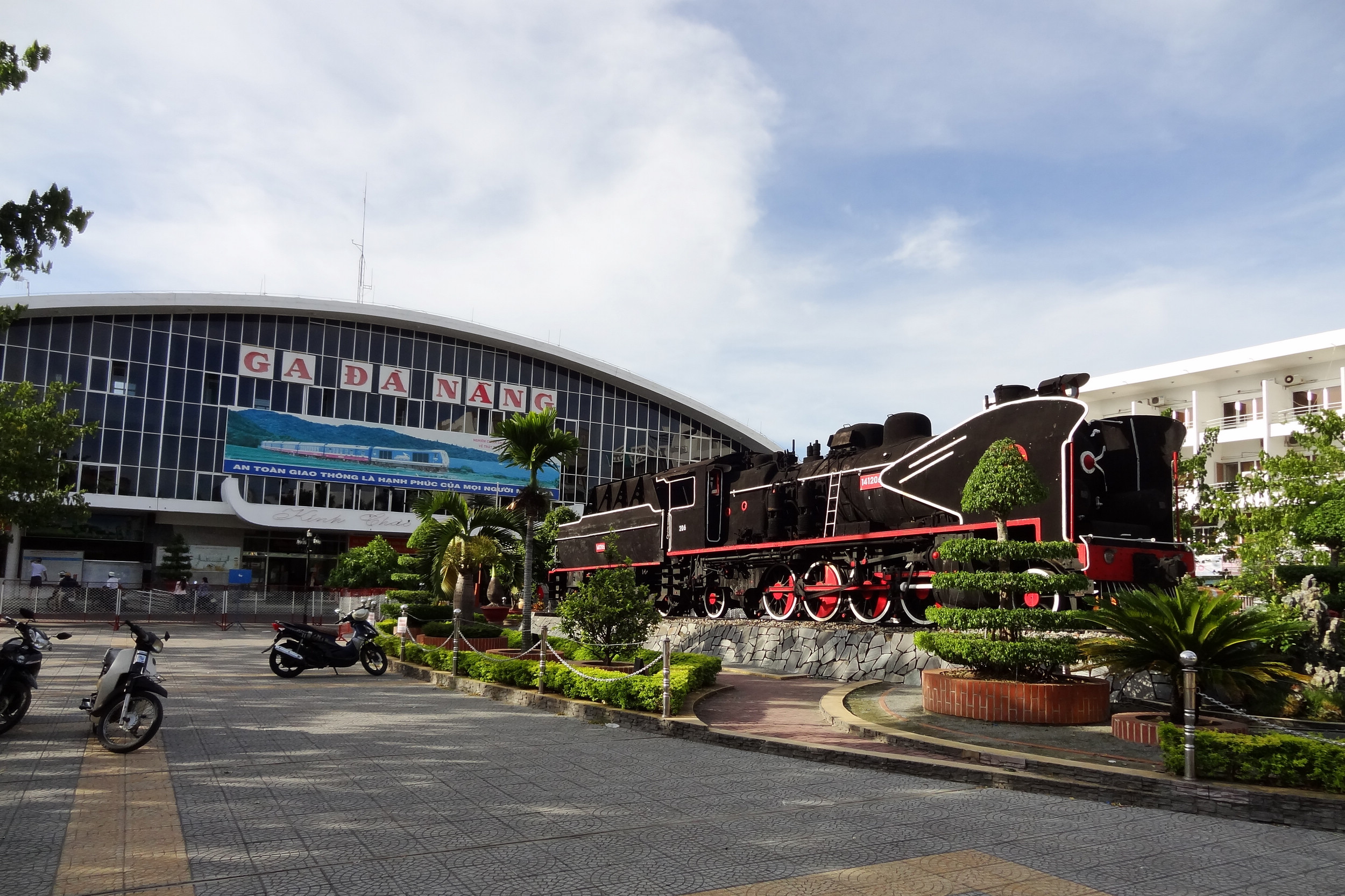
Da Nang

- Hué
- Dong Hoi
- Vinh
- Haïphong
- Hanoi
- Dong Dang
- Lao Cai
- Bien Hoa
- Bong Son
- Duc Pho
- Nui Thanh
- Ta Ky
- Tra Kieu
- Dieu Tri
- Thap Cham
- Phan Thiet

## Organisation
Parmi les filiales (Société par actions ou SPA) possédées à 100 % par l’État :
- Hà Hải.
- Hà Thái.
- Yên Lào.
- Hà Lạng.
- Vĩnh Phú.
- Hà Ninh.
- Thanh Hoá.
- Nghệ Tĩnh.
- Quảng Bình.
- Bình Trị Thiên.
- Quảng Nam - Đà Nẵng
- Nghĩa Bình.
- Phú Khánh.
- Thuận Hải.
- Sài Gòn.
- Hà Nội.
- Bắc Giang.
- Vinh.
- Đà Nẵng.
- Sài Gòn.
- Dĩ An.

## Photographies

### Gares
- Da Lat.
- Hué.
- Quảng Ngãi.
- Da Nang

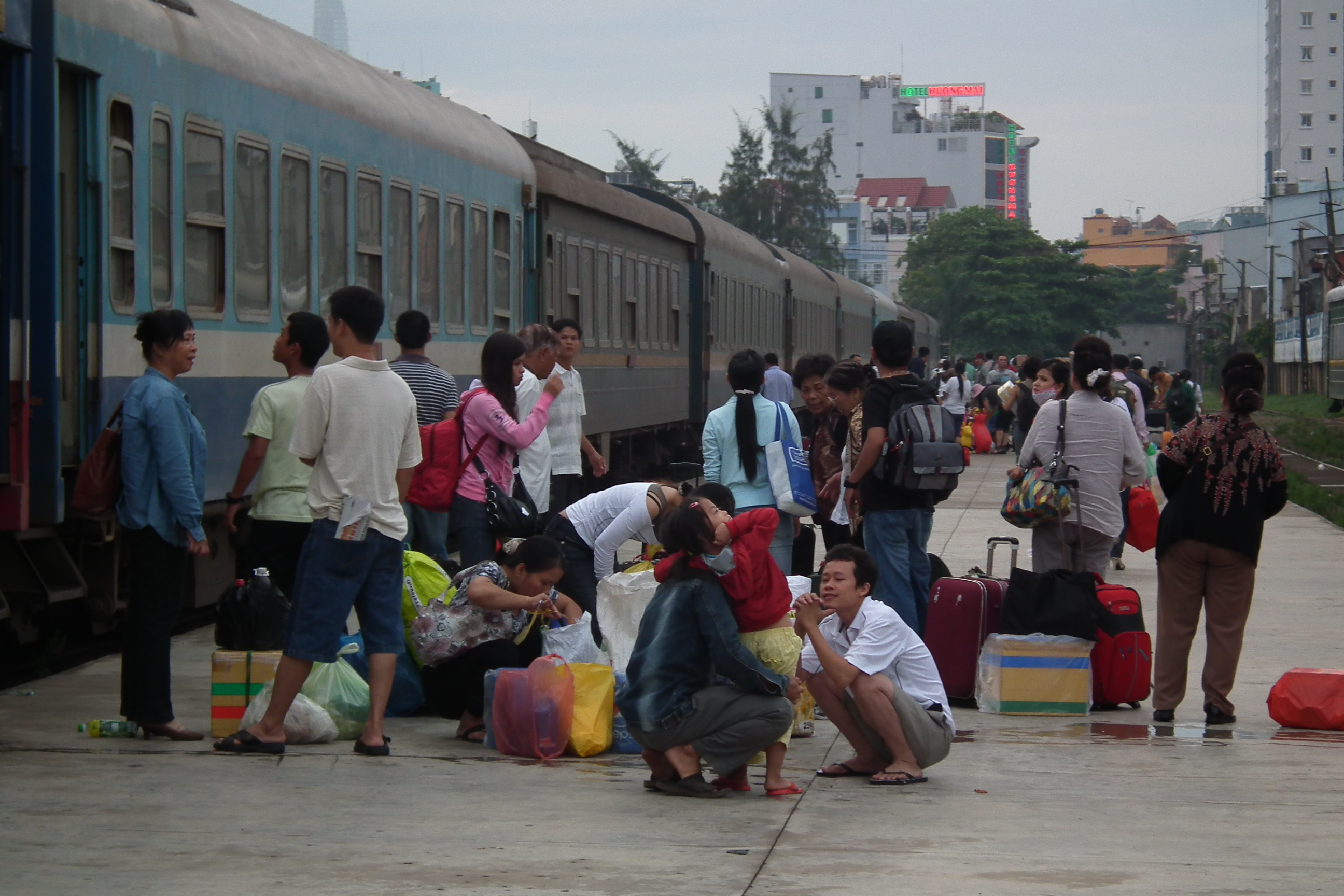
Gare de Saïgon.
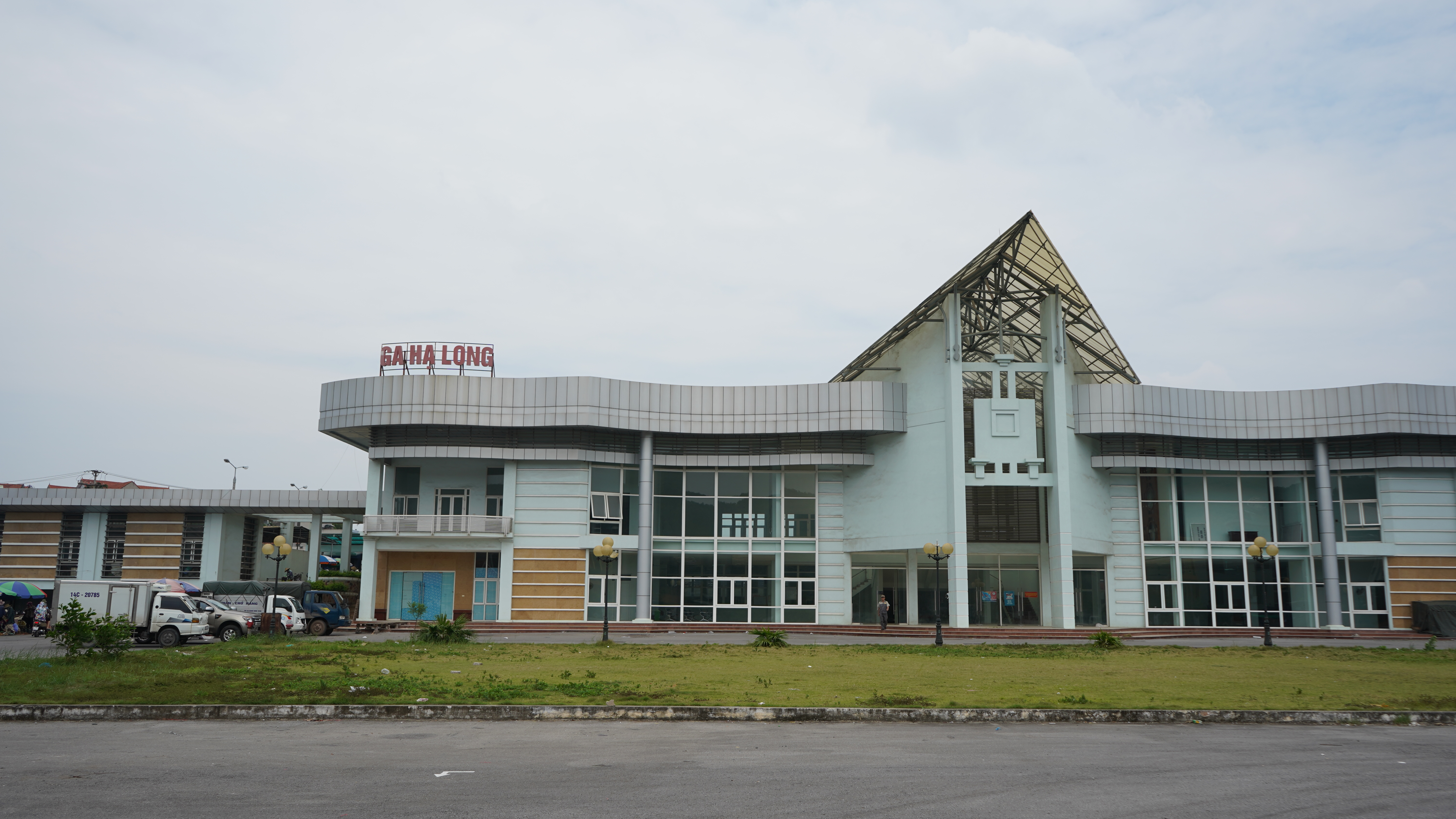
Gare de Ha Long.
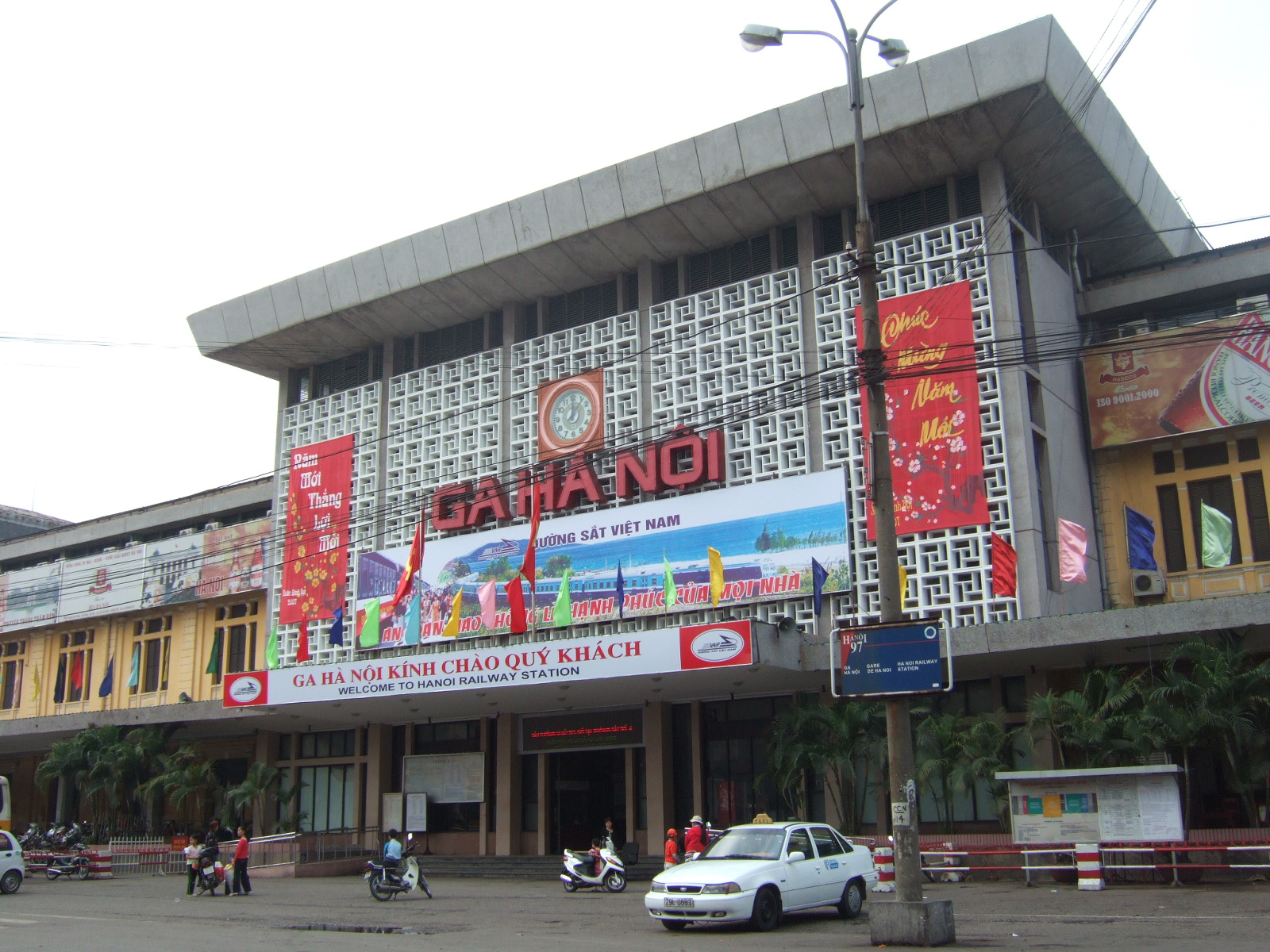
Gare de Hanoï

### Autres infrastructures

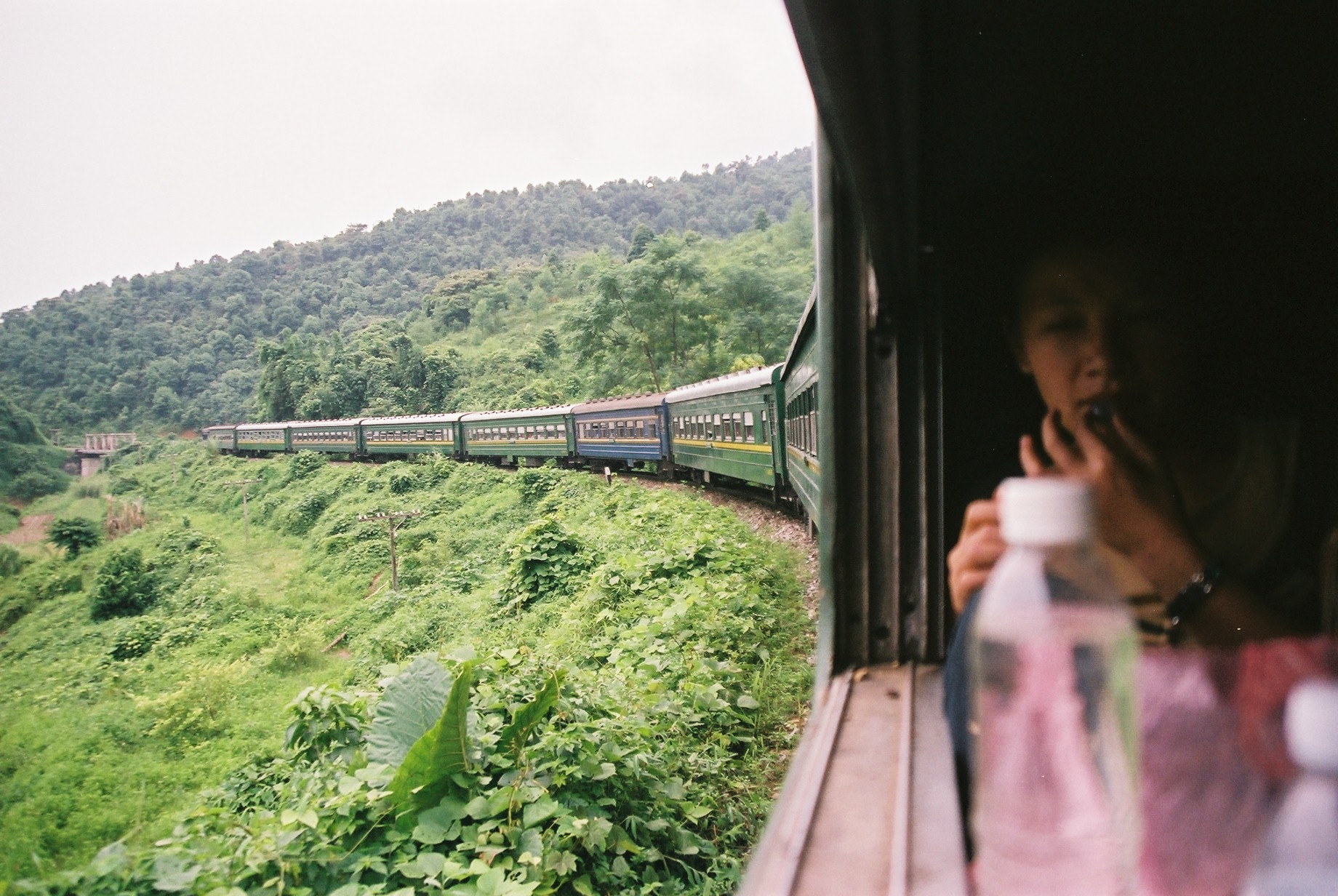
Le train Hanoï-Saïgon.
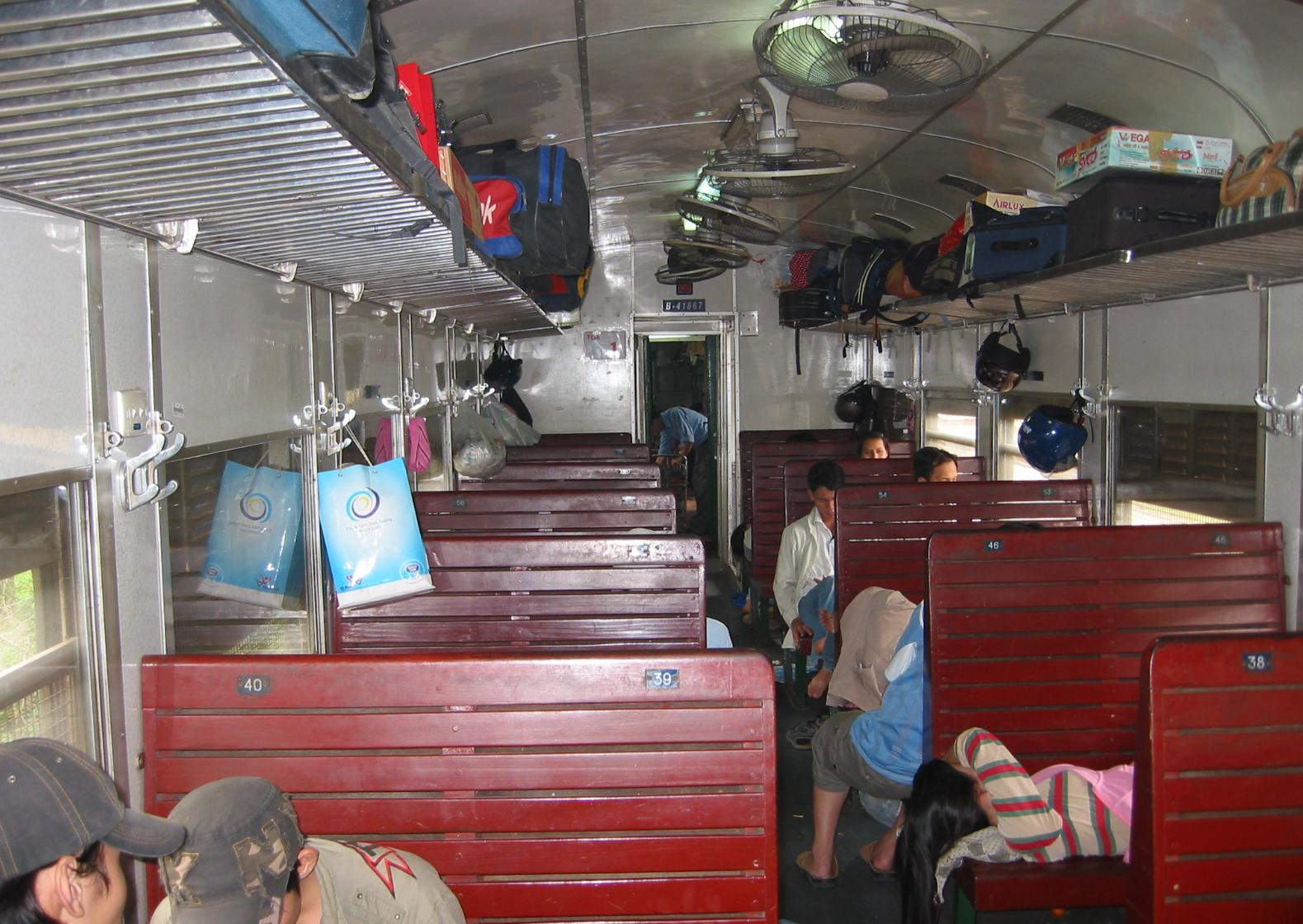
Le train Hanoï-Saïgon.
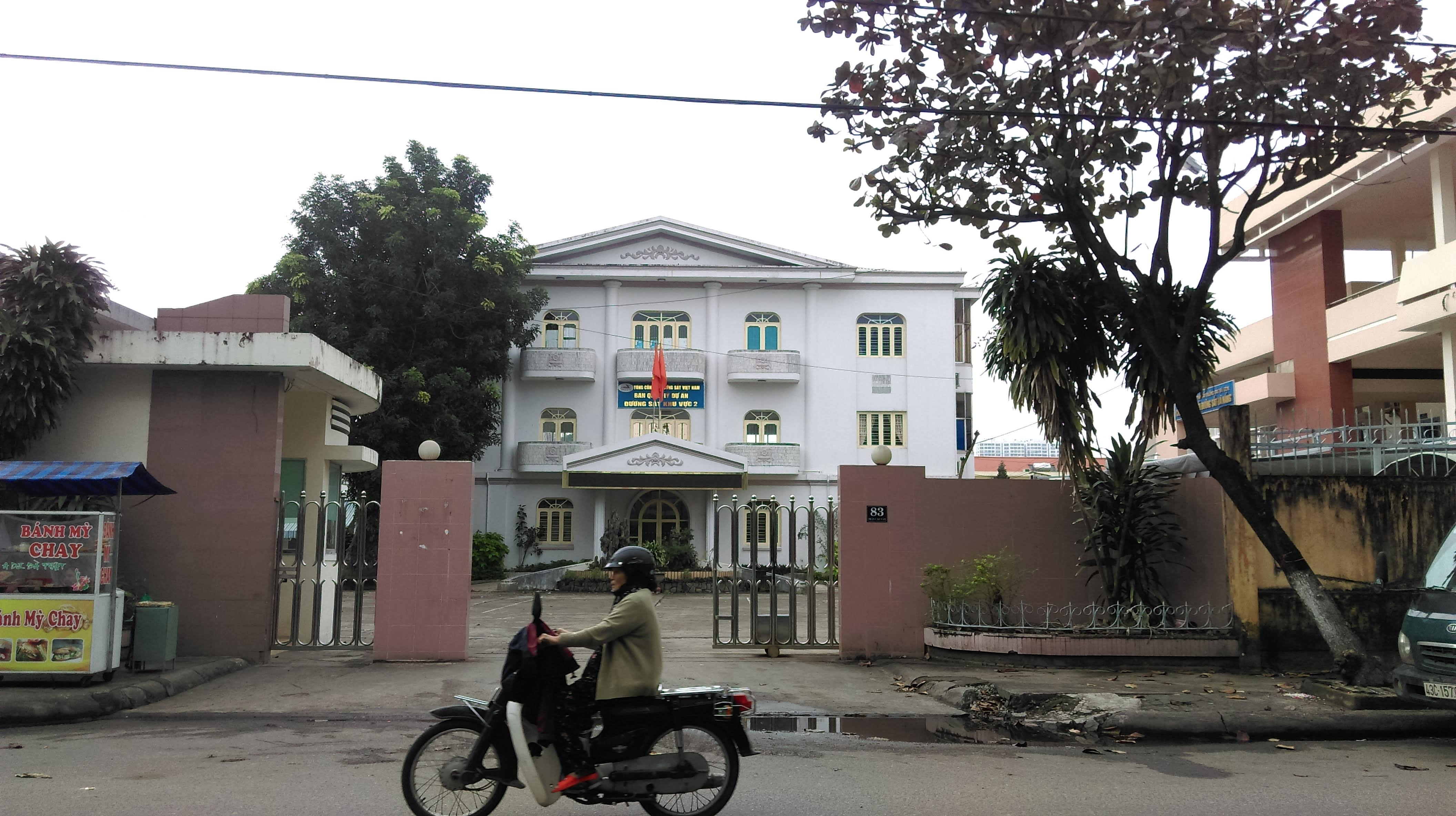
Comité de gestion des projets de Da Nang.
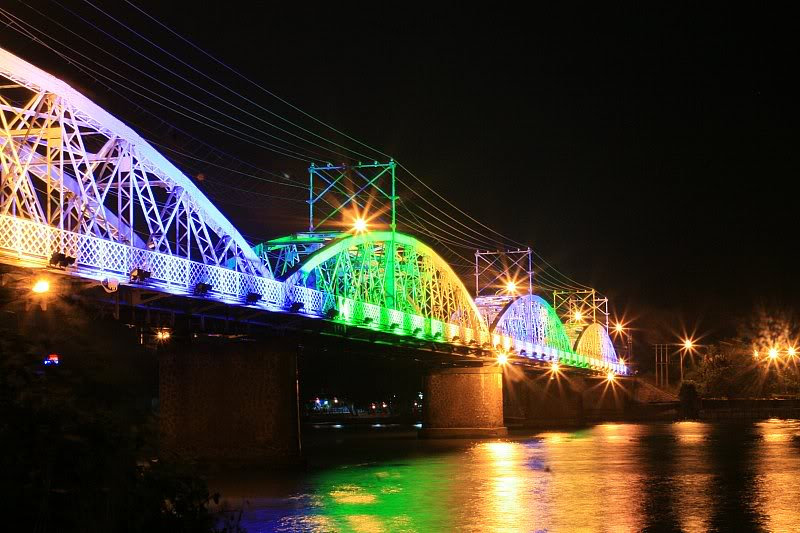
Pont Ghen à Bien Hoa.

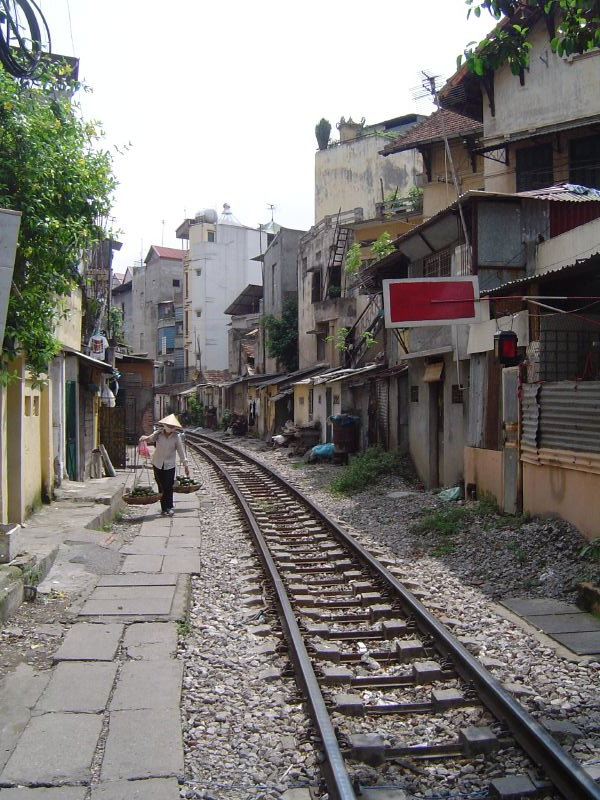
La voie Nord-Sud à Hanoï.
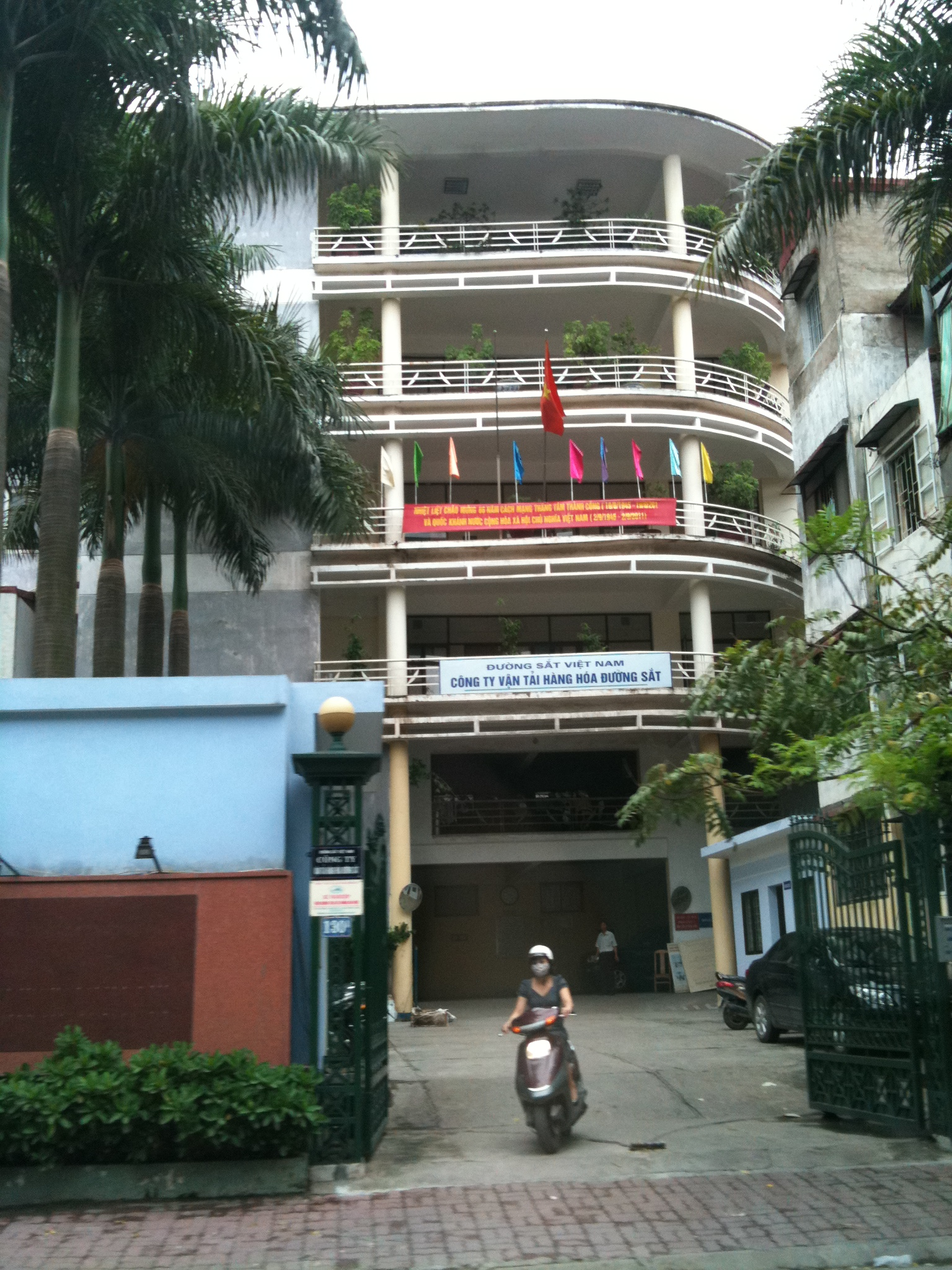
Siège de la société de transport ferroviaire de marchandises[2].
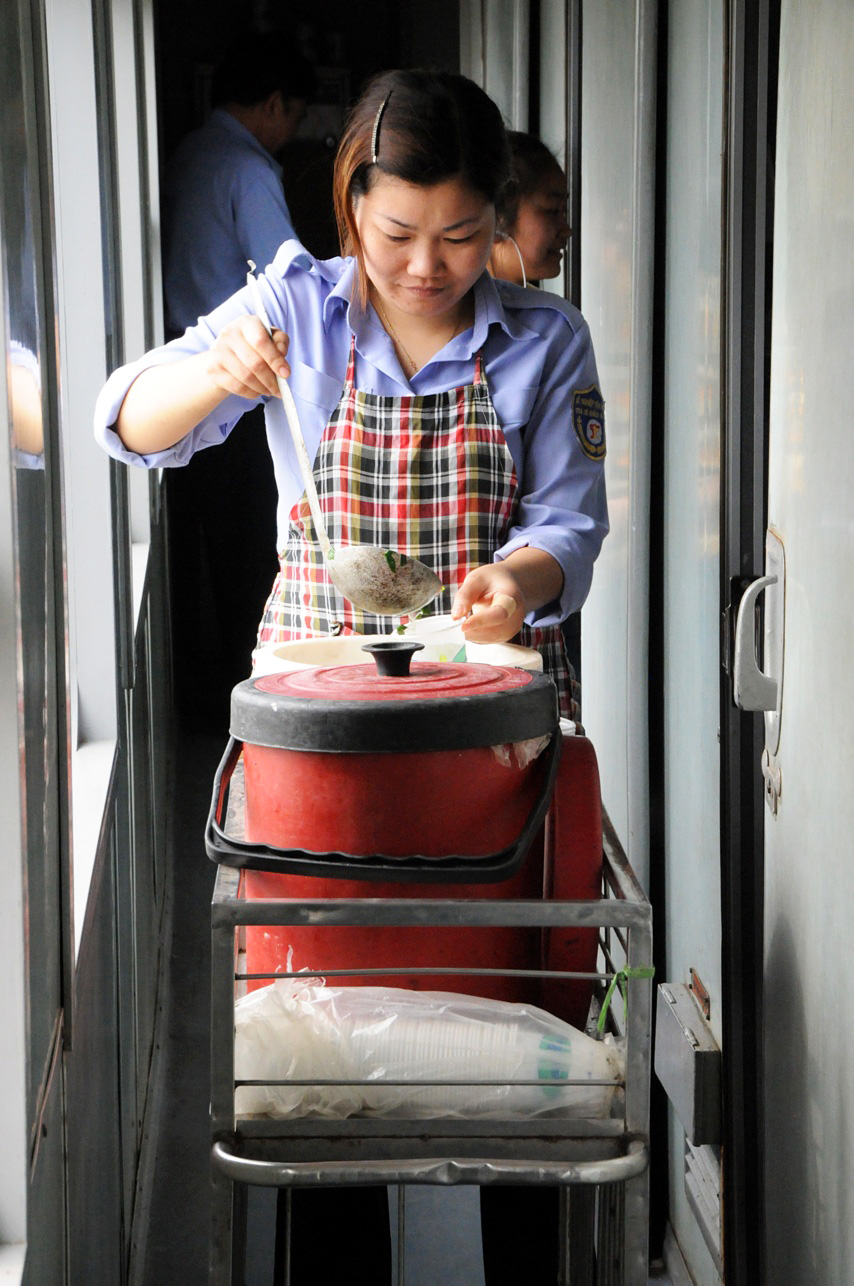
Distribution de soupe dans le train.